# Danilo Fevola
Danilo Fevola (Napoli, 12 aprile 1985) è un ex cestista italiano.

## Biografia
Esordì in serie A il 2 novembre 2003 con Napoli contro Pall. Messina, vittoria 103-80, mentre i primi punti risalgono al 28 dicembre 2005 in Napoli-Reggio Calabria 109-83. Con i partenopei ha vinto la Coppa Italia 2006, rimanendo però in panchina per la finale.
Lascia la squadra in cui è cresciuto nell'estate 2006, quando viene ceduto in prestito all'Orlandina. Il seguente rientro a Napoli è pieno di sacrifici con meno soddisfazioni personali e la seguente radiazione della società lo spinge a giocare con l'Igea Sant'Antimo in Serie A Dilettanti.
Scende ancora di categoria nel 2009 e conquista la prima promozione in carriera con l'Ascom Patti. Nell'estate 2010 ha partecipato come dimostratore al Basket Ball Camp dell'Etna, poi è passato alla Pallacanestro Catanzaro.
A fine 2014 annunciò il ritiro forzoso dall'attività a 29 anni a causa di un'osteoartrosi all'anca.

## Statistiche
Statistiche aggiornate al 30 giugno 2010
| Stagione        | Squadra             | Competizione | Partite | Partite | Partite | Statistiche tiro | Statistiche tiro | Statistiche tiro | Altre statistiche | Altre statistiche | Altre statistiche | Altre statistiche | Altre statistiche |
| Stagione        | Squadra             | Competizione | Pres.   | Titol.  | Minuti  | Tiri da 2        | Tiri da 3        | Liberi           | Rimb.             | Assist            | Rubate            | Stopp.            | Punti             |
| --------------- | ------------------- | ------------ | ------- | ------- | ------- | ---------------- | ---------------- | ---------------- | ----------------- | ----------------- | ----------------- | ----------------- | ----------------- |
| 2002-2003       | Pompea Napoli       | Serie A      | 0       | 0       | 0       | 0                | 0                | 0                | 0                 | 0                 | 0                 | 0                 | 0                 |
| 2003-2004       | Pompea Napoli       | Serie A      | 2       | 0       | 5       | 0                | 0                | 0                | 1                 | 1                 | 0                 | 0                 | 0                 |
| 2004-2005       | Pompea Napoli       | Serie A      | 3       | 0       | 3       | 0                | 0/1              | 0                | 0                 | 0                 | 0                 | 0                 | 0                 |
| 2005-2006       | Carpisa Napoli      | Serie A      | 10      | 1       | 27      | 1/9              | 3/3              | 0                | 2                 | 0                 | 0                 | 0                 | 11                |
| 2006-2007       | Upea Capo d'Orlando | Serie A      | 20      | 2       | 121     | 4/8              | 2/8              | 0                | 9                 | 1                 | 4                 | 0                 | 14                |
| 2007-2008       | Eldo Napoli         | Serie A      | 8       | 3       | 70      | 3/7              | 5/12             | 4/5              | 8                 | 0                 | 2                 | 0                 | 25                |
| 2008-2009       | Igea Sant'Antimo    | Serie A dil  | 26      | 4       | 420     | 26/49            | 12/44            | 25/30            | 55                | 10                | 28                | 3                 | 113               |
| 2009-2010       | Ascom Patti         | Serie B dil  | 30      | 25      | 721     | 44/77            | 36/94            | 28/41            | 68                | 21                | 30                | 3                 | 224               |
| 2010-2011       | Pall. Catanzaro     | Serie B dil  | -       | -       | -       | -/-              | -/-              | -/-              | -                 | -                 | -                 | -                 | -                 |
| 2011-2012       | Rovereto            | Serie B dil  | 33      | -       | -       | -/-              | -/-              | -/-              | -                 | -                 | -                 | -                 | 295               |
| 2012-2013       | Marostica           | Serie B dil  | 30      | -       | -       | -/-              | -/-              | -/-              | -                 | -                 | -                 | -                 | 314               |
| 2013-2014       | Cus Torino          | Serie B dil  | 26      | -       | -       | -/-              | -/-              | -/-              | -                 | -                 | -                 | -                 | 287               |
| Totale carriera |                     |              |         |         |         |                  |                  |                  |                   |                   |                   |                   |                   |

## Palmarès
- Coppa Italia: 1

Basket Napoli: 2006